# Баян II
Бая́н ІІ — аварський і болгарський князь (каган) групи племен, що мешкали в Північному Причорномор'ї, в тому числі й на теренах сучасної України.
Наступник засновника Аварського каганату Баяна І. Правив між 602 та 617 роками.
Аварський хан Баян II призначив князя Худбарда намісником Оногундуріма та об'єднаних племен кутрінурів та утигурів.
Його наступником на чолі Аварського каганату став син Баян ІІІ.